# Holand (Vestvågøy)
Pour les articles homonymes, voir Holand.
Holand est une localité du comté de Nordland, en Norvège.

## Géographie
Administrativement, Holand fait partie de la kommune de Vestvågøy.